# زلزال وتسونامي المحيط الهندي 2004

محاكاة الحاسوب للزلزال والموجة اللاحقة

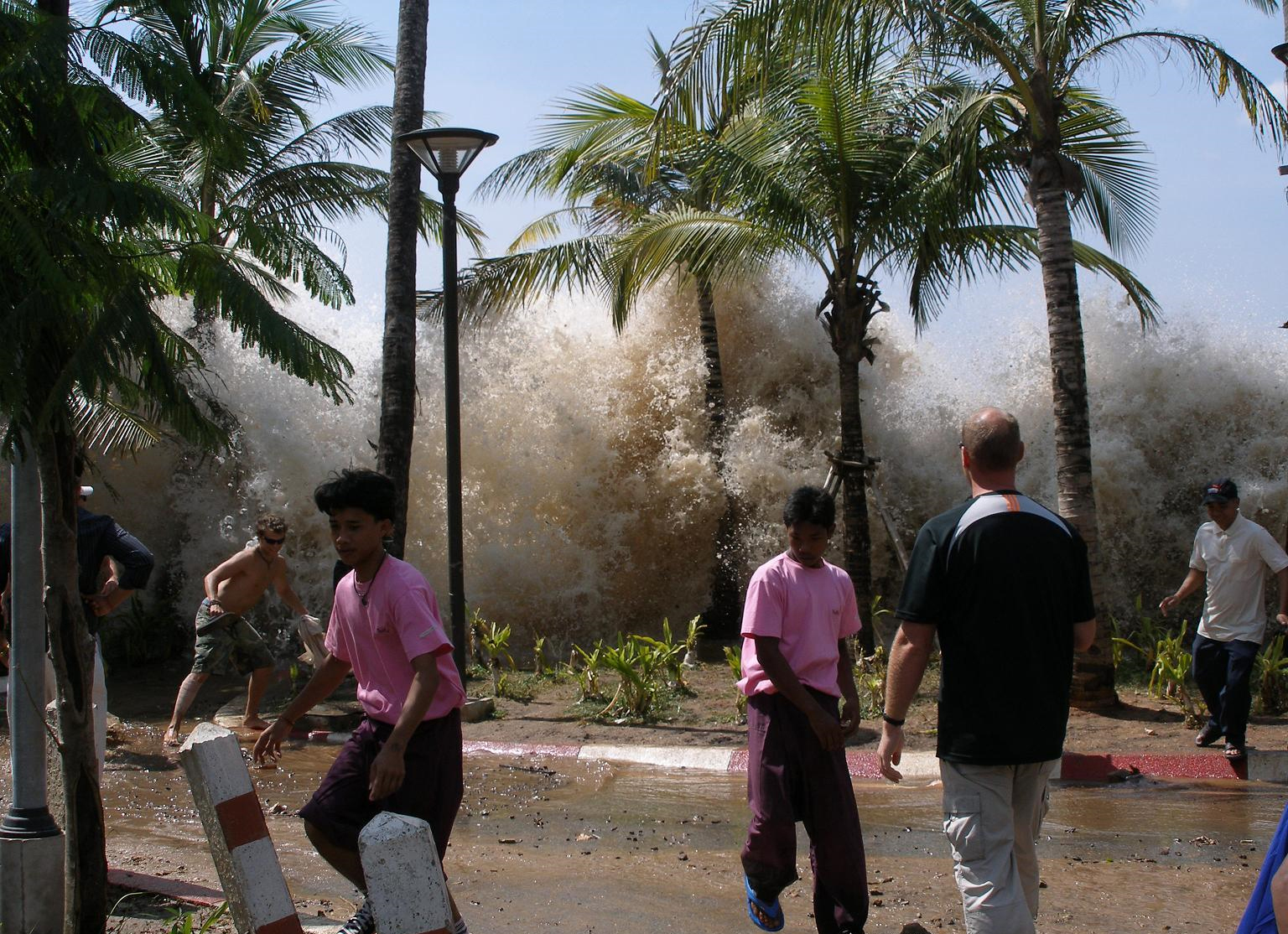
موجة التسونامي اللاحقة للزلزال تضرب اليابسة

حدث زلزال وتسونامي المحيط الهندي لعام 2004 (المعروف أيضًا بتسونامي يوم الملاكمة، والمعروف في المجتمع العلمي بـزلزال سومطرة-أندامان) في الساعة 07:58:53 بالتوقيت المحلي (ت ع م+7) في 26 ديسمبر، وكان مركزه السطحي قبالة الساحل الغربي لشمال سومطرة في إندونيسيا. كان زلزال دفع هائل تحت سطح البحر سجلت قوته 9.1-9.3 على مقياس درجة العزم، ووصلت حتى تسع درجات على مقياس ميركالي المعدل في مناطق معينة. نتج الزلزال عن تصدع على طول الفالق بين صفيحة بورما والصفيحة الهندية.
ارتفعت سلسلة من موجات تسونامي هائلة حتى 30 مترًا (100 قدم) بمجرد اتجاهها إلى الداخل، بعد أن نشئت عن النشاط الزلزالي تحت الماء قبالة الساحل. دمرت المجتمعات على طول السواحل المحيطة بالمحيط الهندي، وقتلت أمواج تسونامي ما يقدر بـ227,898 شخصًا في 14 دولة، ما يجعلها إحدى أكثر الكوارث الطبيعية فتكًا في التاريخ المسجل. تسببت النتائج المباشرة في اضطرابات كبيرة في ظروف المعيشة والتجارة في المقاطعات الساحلية للبلدان المحيطة، بما فيها وقد لمس إندونيسيا وسجلت باندا آتشيه أكبر عدد من القتلى.
كان هذا الزلزال ثالث أكبر زلزال مسجل على الإطلاق، وأكبر زلزال في القرن الحادي والعشرين، وكانت فترة تصدعه أطول فترة ترصد على الإطلاق، إذ تراوحت بين ثماني وعشر دقائق. تسبب في اهتزاز الكوكب بقدر 10 مم (0.4 بوصة)، وتسبب أيضًا في إحداث زلازل عن بعد في أماكن بعيدة مثل ألاسكا. كان مركز الزلزال بين سيمولو والبر الرئيسي لسومطرة. أدت محنة البلدان والناس المتضررين إلى استجابة إنسانية عالمية، إذ بلغ مجموع التبرعات أكثر من 14 مليار دولار أمريكي.

## الزلزال
وثق في البداية أن قوة زلزال المحيط الهندي عام 2004 بلغت 8.8 على مقياس درجة العزم. في فبراير 2005، نقح العلماء تقديرات القوة إلى 9.0. ورغم قبول مركز التحذير من التسونامي في المحيط الهادئ هذه الأرقام الجديدة، لكن لم تغير هيئة المسح الجيولوجي الأمريكية تقديراتها البالغة 9.1 حتى الآن. قدرت دراسة أجريت عام 2006 القوة بـ9.1-9.3 درجة العزم؛ في حين قدر هيروو كاناموري من معهد كاليفورنيا للتقنية أن قوة الزلزال بلغت 9.2 درجة عزم.
كان المركز الباطني الرئيسي للزلزال يبعد نحو 160 كم (100 ميل) عن الساحل الغربي لشمال سومطرة، في المحيط الهندي شمال جزيرة سيمولو على عمق 30 كم (19 ميل) تحت مستوى سطح البحر (أبلغ في البداية أنه 10 كم أو 6.2 ميل). تصدع الجزء الشمالي من شق سوندا بطول 1,300 كيلومتر (810 ميل). شعر الناس بالزلزال (الذي أعقبه تسونامي) في بنغلاديش، والهند، وماليزيا، وميانمار، وتايلاند، وسريلانكا والمالديف. تسببت الفوالق المنحدرة، أو «الفوالق المنبثقة» الثانوية، في اندفاع أجزاء طويلة وضيقة من قاع البحر إلى السطح في ثوانٍ. أدى هذا بسرعة إلى زيادة ارتفاع الأمواج وزيادة سرعتها، ما أدى إلى تدمير بلدة لوكنغا الإندونيسية القريبة.

### الصفائح التكتونية
كان زلزال المحيط الهندي عام 2004 كبيرًا بشكل غير عادي في النطاق الجغرافي والجيولوجي. انزلق ما يقدر بـ1600 كيلومتر (1,000 ميل) من سطح الفالق (أو تصدع) نحو 15 مترًا (50 قدمًا) على طول منطقة الاندساس حيث انزلقت الصفيحة الهندية (أو اندست) تحت صفيحة بورما السائدة. لم يحدث الانزلاق فوريًا، بل حدث على مرحلتين على مدى عدة دقائق: تشير البيانات الاهتزازية والصوتية إلى أن المرحلة الأولى تضمنت تصدعًا بطول 400 كيلومتر (250 ميل) وعرض 100 كيلومتر (60 ميل)، على عمق 30 كيلومتر (19 ميل) تحت قاع البحر- وهو أكبر تصدع يسببه الزلزال معروف على الإطلاق. تقدم الصدع بسرعة بلغت نحو 2.8 كم/ثانية (1.7 ميل/ثانية؛ 10000 كم/ساعة؛ 6300 ميل في الساعة)، بدءًا من ساحل آتشيه متقدمًا نحو الشمال الغربي على مدى نحو 100 ثانية. توقف نحو 100 ثانية أخرى، ثم تابع شمالًا باتجاه جزر أندامان ونيكوبار. حدث التصدع الشمالي بشكل أبطأ من الجنوب، بسرعة بلغت نحو 2.1 كم/ثانية (1.3 ميل/ثانية؛ 7600 كم/ساعة؛ 4700 ميل في الساعة)، وتابع شمالًا لمدة خمس دقائق أخرى حتى حدود الصفيحة حيث تغير نوع الفالق من الاندساسي إلى المنزلق المضربي (تنزلق الصفيحتان عن بعضهما البعض في اتجاهين متعاكسين).

## التسونامي
أدى الارتفاع العمودي المفاجئ لقاع البحر لعدة أمتار في أثناء الزلزال إلى إزاحة كميات هائلة من المياه، ما أدى إلى حدوث تسونامي ضرب سواحل المحيط الهندي. يُطلق أحيانًا على التسونامي الذي يتسبب في حدوث أضرار بعيدًا عن مصدره اسم تيليتسونامي ويرجح أن ينتج عن الحركة العمودية لقاع البحر أكثر من الحركة الأفقية.
اختلف سلوك التسونامي، مثل غيره، في المياه العميقة عنه في المياه الضحلة. ففي مياه المحيطات العميقة، لا تشكل موجات تسونامي سوى حدبة منخفضة وعريضة، بالكاد يمكن ملاحظتها وغير ضارة، تنتقل عمومًا بسرعة عالية من 500 حتى 1000 كم/ساعة (310 إلى 620 ميل في الساعة)؛ تتباطأ سرعة تسونامي في المياه الضحلة بالقرب من السواحل، إلى عشرات الكيلومترات في الساعة فقط، مشكلًا بذلك موجات مدمرة كبيرة. وجد العلماء الذين حققوا في الأضرار التي لحقت بأتشيه دليلًا على أن الموجة وصلت إلى ارتفاع 24 مترًا (80 قدمًا) عندما وصلت إلى الشاطئ على امتداد مساحات شاسعة من الساحل، وارتفعت حتى 30 مترًا (100 قدم) في بعض المناطق عند الانتقال إلى الداخل. سجلت أقمار الرادار ارتفاعات موجات تسونامي في المياه العميقة: كان الحد الأقصى للارتفاع 600 ملم (2 قدم) بعد ساعتين من الزلزال، وهي أول ملاحظات من هذا النوع على الإطلاق.
استغرق انتشار تسونامي 5 ساعات للوصول إلى غرب أستراليا، و7 ساعات للوصول إلى شبه الجزيرة العربية، ولم يصل إلى ساحل جنوب إفريقيا إلا بعد 11 ساعة تقريبًا من الزلزال.

## الأثر

### البلدان المتأثرة
وفقًا لهيئة المسح الجيولوجي الأمريكية، بلغ عدد الوفيات 227,898 شخصًا. اعتبر هذا الزلزال، قياسًا بالأرواح المفقودة، أحد أسوأ عشرة زلازل في التاريخ المسجل، بالإضافة إلى كونه أسوأ تسونامي منفرد في التاريخ. كانت إندونيسيا المنطقة الأكثر تضررًا، إذ قدر عدد القتلى بنحو 170,000. قدر تقرير أولي قدمته سيتي فضيلة سوباري، وزيرة الصحة الإندونيسية آنذاك، أن إجمالي الوفيات وصل حتى 220 ألف شخص في إندونيسيا وحدها، وقدر وفاة 280 ألف شخص بالمجمل. ولكن، انخفض العدد التقديري للقتلى والمفقودين في إندونيسيا فيما بعد بأكثر من 50,000. ذكر تحالف تقييم التسونامي في تقريره، «يجب أن نتذكر أن جميع هذه البيانات عرضة للخطأ، لأن البيانات المتعلقة بالأشخاص المفقودين على وجه الخصوص ليست دائمًا بالجودة المرغوبة». اقترح عدد أكبر بكثير من الوفيات في ميانمار بناءً على التقارير الواردة من تايلاند.
تسبب تسونامي في أضرار جسيمة ووفيات حتى في الساحل الشرقي لأفريقيا، وسجل أكبر عدد الوفيات ناجمة مباشرةً عن التسونامي في روي إلس، بالقرب من كيب تاون، على بعد 8,000 كم (5,000 ميل) من مركز الزلزال السطحي. توفي ثمانية أشخاص في جنوب إفريقيا بسبب ارتفاع منسوب مياه البحر والأمواج.
وذكرت وكالات الإغاثة أن ثلث القتلى اتضح أنهم أطفال. كان ذلك بسبب ارتفاع نسبة الأطفال في سكان العديد من المناطق المتضررة ولأن الأطفال كانوا أقل قدرة على المقاومة وتغلبت عليهم المياه المندفعة. ومضت منظمة أوكسفام في تقديم تقرير يفيد بأن عدد القتلى من النساء زاد عدد قتلى الرجال بأربعة أضعاف في بعض المناطق لأنهم كانوا ينتظرون عودة الصيادين على الشاطئ ويرعون أطفالهن في المنازل.
أُعلنت حالات الطوارئ في سريلانكا وإندونيسيا والمالديف. وقدرت الأمم المتحدة في البداية أن عملية الإغاثة ستكون الأكثر تكلفة في تاريخ البشرية. صرح الأمين العام للأمم المتحدة آنذاك كوفي أنان أن إعادة الإعمار ستستغرق على الأرجح ما بين خمس إلى عشر سنوات. خشيت الحكومات والمنظمات غير الحكومية أن يتضاعف العدد النهائي للقتلى نتيجة للأمراض، ما أدى إلى استجابة إنسانية ضخمة.
بالإضافة إلى السكان المحليين الكبير، قتل أو فقد ما يصل حتى 9,000 سائح أجنبي (معظمهم من الأوروبيين، وخاصةً من دول الشمال) كان يستمتعون بذروة موسم سفر العطلات، كانت السويد الدولة الأوروبية الأكثر تضررًا، إذ بلغ عدد القتلى 543 شخصًا. وجاءت ألمانيا في مرتبة قريبة مع 539 ضحية محددة الهوية.

## اقرأ أيضا
- النظام الإندونيسي الألماني للتحذير المبكر
- تسونامي